# Зегрис Евфема
Зегрис Евфема (Zegris eupheme) — метелик родини біланових. Одним з найрідкісніших і найуразливіших степових метеликів.

## Морфологічні ознаки
Розмах крил — 40-49 мм. Загальний фон забарвлення крил — білий. Мають характерну сіру з оранжевою серединою пляму на вершині досить гострих передніх крил, у самиць ця оранжева пляма може бути невиразною, або зовсім заміщеною сірим кольором. Задні крила з невиразним зеленувато-жовтувато-сірим візерунком — блідим відбитком малюнка нижньої сторони крила.

## Поширення та чисельність
Поширення: південно-західна Європа (Португалія, Іспанія), Північна Африка (Марокко), Мала Азія, південний схід Європи, Кавказ, Закавказзя, Казахстан. В Україні ще в 20 — 30-х роках заходив у лісостепову зону. Нині зустрічається дуже рідко на півдні Херсонської та Миколаївської області і в Криму.
Чисельність переважно незначна; подекуди (наприклад, уздовж шляхів біля БЗ «Асканія-Нова») кількість метеликів у пік льоту може досягати до 10 особин на 1 га.

## Особливості біології
Живе у степах, іноді — вздовж шляхів і зрошувальних каналів. Дає 1 генерацію на рік. Літ метеликів триває з середини квітня до травня, можливі міграції. Самки відкладають яйця на квіткові бруньки деяких хрестоцвітих. Гусінь з'являється через 5-8 діб, розвивається 17-40 діб, перетворюючись у кінці червня на лялечок, які зимують на своїх кормових рослинах (жовтушнику). Лялечка вивозиться з сіном або гине під час осінніх чи весняних випалювань. Зникає через розорювання степів, викошування і випалювання трав та випасання худоби.

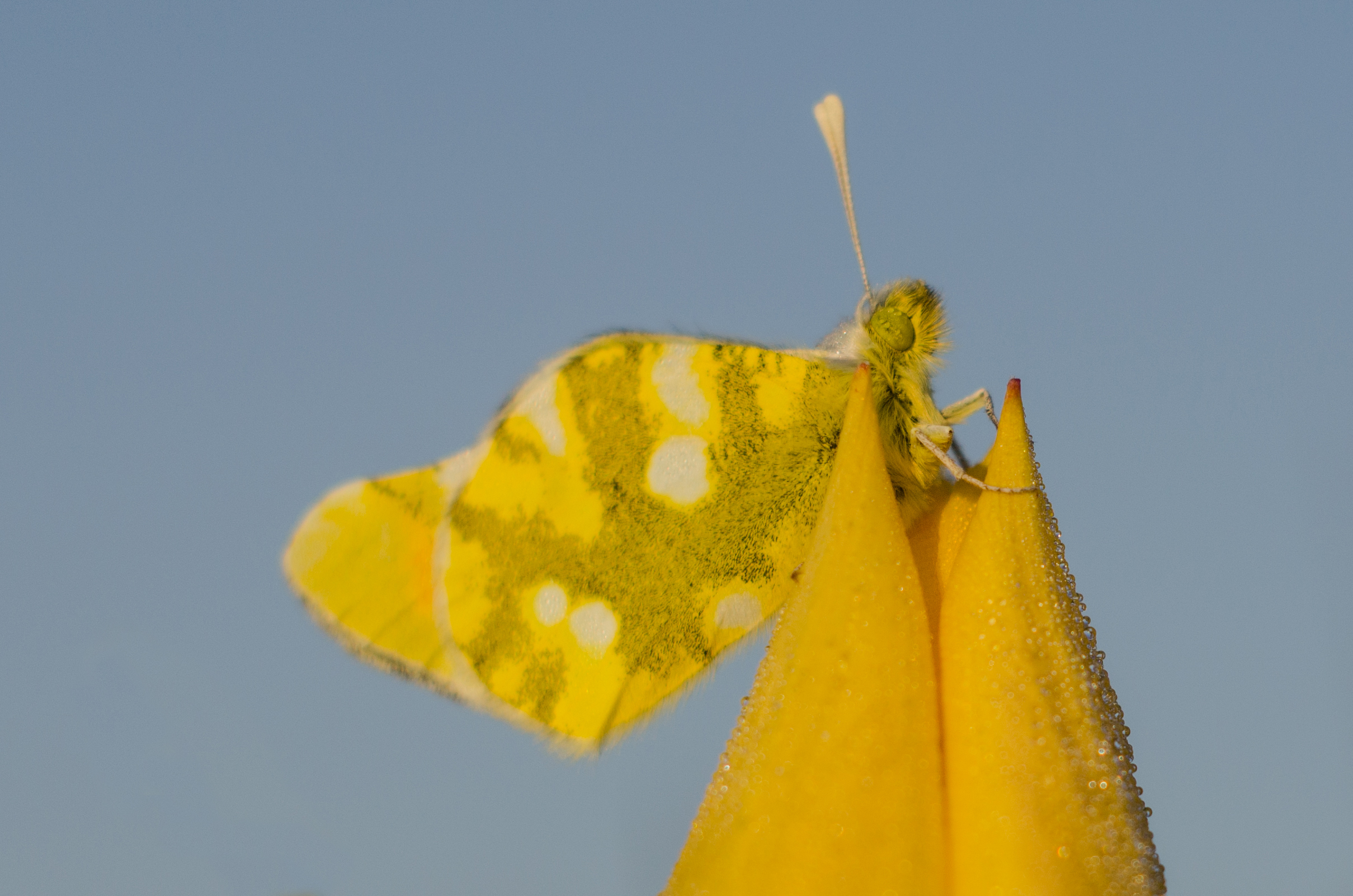
Зегрис Евфема на квітці тюльпана Шренка (Азово-Сиваський національний природний парк, Україна)

## Охорона
Метелик занесений до Червоної книги України. Охороняється у біосферних заповідниках: Асканія-Нова та Чорноморському, і в Казантипському природному заповіднику. У місцях перебування зокрема у Білозерському районі Херсонської області доцільно створити територію природно-заповідного фонду, де слід запезпечити заборону випасання худоби, випалювання та викошування трав.